# Little Saxham
Little Saxham – wieś w Anglii, w hrabstwie Suffolk, w dystrykcie West Suffolk. Leży 42 km na północny zachód od miasta Ipswich i 96 km na północny wschód od Londynu.